# Средний Камзас
Средний Камзас — упразднённый посёлок в Таштагольском районе Кемеровской области. На момент упразднения входил в состав Усть-Колзасского сельского совета. Исключён из учётных данных в 2000 году.

## География
Посёлок располагался на реке Камзас в месте впадения в неё реки Комунза, на расстоянии приблизительно 12 км по прямой к северу от посёлка Мрассу.

## История
Законом Кемеровской области от 25 октября 2000 года № 708 посёлок исключен из учётных данных.

## Население
| 1970 | 1979 | 1989 |
| ---- | ---- | ---- |
| 27   | ↘5   | ↘1   |